# Nachal Ecem
Nachal Ecem (hebrejsky נחל עצם) je vádí v jižním Izraeli, v centrální části Negevské pouště.
Začíná v pouštní krajině v nadmořské výšce okolo 600 metrů u hory Har Ecem v pohoří Reches Jerucham západně od města Dimona. Směřuje pak k severovýchodu. Prochází rozptýlené beduínské osídlení a poblíž dálnice číslo 25 a železniční trati Beerševa - Dimona ústí zleva do vádí Nachal Aro'er.